# Осенний день. Сокольники
«Осенний день. Сокольники» — картина русского живописца Исаака Ильича Левитана, написанная в 1879 году. Одна из наиболее известных картин художника. В данный момент находится в Москве в Государственной Третьяковской галерее.

## История
«Осенний день. Сокольники» — это один из немногих пейзажей Левитана, на которых присутствует фигура человека, причём фигура прогуливающейся по парку женщины была написана не самим художником, а его другом по Училищу живописи братом известного писателя Николаем Павловичем Чеховым. 1879 год, время работы над картиной, был одним из самых трудных периодов в жизни художника. После указа, запрещавшего пребывание евреев в Москве, молодой, 19-летний Левитан был выселен в Салтыковку, где художник писал ностальгические, печальные пейзажи.
К счастью, картина Левитана на ученической выставке была замечена и куплена меценатом Павлом Третьяковым, что стало началом признания художника.
А. А. Фёдоров-Давыдов так писал о картине:

Противопоставление громадности пространства неба и высоты сосен сравнительно маленькой фигурке делает её такой одинокой в этой пустынности парка. Изображение проникнуто динамикой: дорожка убегает вдаль, по небу несутся облака, фигурка движется на нас, желтые листья, только что сметенные к краям дорожки, кажутся шуршащими, а растрепанные верхушки сосен — качающимися в небе.

## Описание
На картине изображена пустынная аллея парка ранней осенью. Тёмным пятном виднеются вечнозелёные сосны, уходящие ввысь, тропинка усеяна пожелтевшими листьями. Картина проникнута грустью и ностальгией, исполнена в легкой этюдной манере, которая во многом также объясняется небольшим размером полотна.